# Sophie Magdalene af Brandenburg-Kulmbach
 "Dronning Sophie Magdalene" omdirigeres hertil. For Dronning Sophie Magdalene af Sverige, se Sophie Magdalene af Danmark.
Sophie Magdalene af Brandenburg-Kulmbach (født 28. november 1700 i Schönberg ved Lauf, død 27. maj 1770 på Christiansborg Slot) var datter af markgreve Christian Heinrich af Brandenburg-Kulmbach og blev via ægteskab med Christian 6. dronning af Danmark-Norge. Sophie Magdalene var af den mægtige Hohenzollern-fyrsteslægt.
Sophie Magdalene blev i samtid og eftertid især kendt for sin tilbagetrukne tilværelse og for sin ombygning af Hirschholm Slot. Mindre kendt, men med større perspektiv var det, at hun blev landboreformernes pioner, da hun fra 1759 til 1761 gjorde bønderne under Hirschholm Slot til arvefæstere: hun sikrede dem mod opsigelse og fratrædelse af deres gårde ved død og skifte.
Det satte præg på hende, at hun kom fra et fattigt fyrstehus. Hun kompenserede ved at opføre sig og bygge både fornemt og dyrt. Hun gjorde, hvad hun kunne for at hjælpe sin familie, blandt andet til fremtrædende stillinger i Danmark. Ligeledes satte det præg på hende, at hun - som kongen - var pietist og lagde vægt på en kristen levevis. Det betød, at der ingen fester og baller var ud over det mest nødvendige. Helligdagslovgivningen blev stærkt overholdt.
Sophie Magdalene fik aldrig sat det præg på sine børn, som hun ønskede. Til gengæld lykkedes det hende at få et godt forhold til sit barnebarn, den senere Christian 7.

## Fødsel og opvækst
Prinsessen blev født på slottet Schönberg som den 9. af 14 søskende, og i sin ungdom ydede hun hoftjeneste hos en fjern slægtning, August den Stærke af Sachsen-Polens hustru, dronning Christiane Eberhardine af Polen. Denne var overbevist lutheraner og levede adskilt fra sin katolske ægtefælle i Dresden.

## Ægteskab
Den danske kronprins fik af sin livsglade far, Frederik 4., lov til selv at finde en hustru. Under en rejse gennem Europa ledsaget af storkansler Ulrik Adolph Holstein fandt kronprinsen hende i hoftjeneste hos den sachsisk-polske dronning på slottet Pretzsch. Prinsessen stammede fra et lille (faderens markgrevskab var ikke meget større end Lolland-Falster), ubetydeligt, fattigt og meget børnerigt fyrstehof. Hun havde 13 søskende og regnedes for et "dårligt" parti for Danmark. Kronprinsen var i juli 1721 rejst til slottet Pretsch i Sachsen, hvor Sophie Magdalene den gang opholdt sig. Det indtryk, han fik af hende, var så fordelagtigt, at han straks skrev til faderen, at han var bestemt på at leve og dø med hende, og Frederik IV samtykkede uden tøven i forbindelsen. I Christian 6.'s breve står, at han faldt for prinsessens intense religiøsitet, som mindede om hans egen. Den skulle påvirke hans regeringstid.
De blev gift 7. august 1721, mens Christian var kronprins. Brylluppet blev afholdt på Pretzsch i Sachsen. I forbindelse med kroningen blev der lavet en ny dronningekrone, som blev en formindsket udgave af kongekronen. Diamanterne genbrugt, hvorfor udgiften til den nye krone var mindre end til kongens nye skospænder og strømpebånd. Til salvingen anskaffedes juveler, et spisestel af guld til 60 personer, og året efter fik hun et guldtoilette på 56 dele.
En fransk udsending ved det danske hof sendte en beskrivelse hjem af den 20-årige kronprinsesse:
"... er en stolt, imponerende kvinde, skønt hun ikke er høj af vækst eller af junoniske former. Hun er ikke egentlig smuk, men af majestætisk holdning og med knejsende hoved. Hendes hudfarve er meget hvid, ansigtstrækkende fine, livlige og åndfulde, øjnene lyseblå; de skøntformede læber kruses undertiden af et hånligt smil. Hun er klædt med største pragt og funkler af diamanter og andre ædle stene".
Christian 6. fik af den franske diplomat en lidet flatterende beskrivelse:
"... er en lille, spinkel, sygeligt udseende herre. Hans ansigt er langagtigt, blegt, noget indfaldent, næsen meget stor. Øjnene er stærkt fremstående og munden trukket op i et tvungent, stereotypt smil".
Det er blevet sagt, at dronningen omgav sin med hofdamer, der var "mindre skikkede til at indgyde kærlighed end til at give afsmag derpå." At dronningen omgav sig med mindre tiltrækkende kvinder, skyldtes formodentlig, at hun ikke ønskede at give sin ægtefælle "nogen anledning til at falde i fristelse".

## Familie og religion
Dronningens religiøsitet og stærke påvirkning fra pietismen kom til udtryk, da hun i 1737 oprettede Vallø Kloster, et hjem for aldrende, adelige jomfruer.

### Hjælp til familien
Dronningen glemte aldrig, at hun kom fra et fattigt fyrstehus, og hun glemte aldrig sin familie. Som dronning fik hun flere af sine slægtninge til Danmark. Således blev hendes unge søster, enkefyrstinde Sophie Caroline af Ostfriesland (1707-1764) indsat som abbedisse på Vallø Kloster, med en årlig pension på 16.600 rigsdaler  – et stort beløb i datiden.
På rigsarkivet opbevares et dokument fra kongen til Sophie Magdalene. Hun har bedt ham udvise sin søster til Ostfriesland. Grunden skulle være, at dronningen var voldsomt jaloux på hende, og var sikker på, at enkefyrstinden og kongen havde en affære. Christian 6. svarede, "... at han af hele sit hjerte var villig til at lade hende rejse, for at han kunne vinde sin hustrus tillid og hele hjerte, men det ville gøre ham ondt for fyrstinden."  Sophie Caroline blev ikke udvist.
To af dronningens brødre blev danske admiraler, og Sophie Magdalenes moder, markgrevinde Sophie Christiane af Kulmbach, som meldte sin ankomst under dronningen første graviditet i 1723, blev indlogeret på Sorgenfri Slot i Kongens Lyngby, hvor hun blev resten af sit liv.

### Forholdet til børnene
Det må have pint dronningen, at ingen af hendes to børn slægtede deres forældre på, når det kom til idealer og livsførelse. Frederik V kom under sin kammerpage Moltkes uheldige indflydelse og blev mere og mere afhængig af denne. Straks efter sin tronbestigelse udnævnte Frederik Moltke til sin overhofmarskal, en stilling der i de følgende 20 år skulle sikre hans position som kongens favorit.
Prinsesse Louise var en livlig og frisk natur, som udviste lede ved den stive hoftone ved hendes forældres hof, hvilket gjorde, at hun ikke stod dem meget nær. Under Frederik V.'s regering ser det stærkt ud til, at der var ved at udvikle sig en gensidig kærlighed imellem hende og en kammerjunker Ahlefeldt, men det var upassende, og Ahlefeldt måtte bøde for sin dristighed med nogle års fængsel på Munkholm, mens prinsessen snart efter blev gift med hertug Ernst Frederik Carl af Sachsen-Hildburghausen.

### Fjernt slægtskab
Dronningen var meget langt ude i familie med Christian 7.'s elskerinde, Anne Cathrine Benthagen, den berygtede Støvlet-Cathrine. Cathrine var uægte datter af prins Georg af Braunschweig-Bevern, hvis søster var gift med en af dronningens brødre.

### Efterkommer af Christian 3.
Dronning Sophie Magdalene var efterkommer af kong Christian 3. af Danmark–Norge (regerede 1534–1559).
Hun var datter af regerende markgreve Christian Henrik af Brandenburg-Kulmbach (1661–1708), sønnedatter af Marie Elisabeth af Glücksborg (1628–1664), oldedatter af afdelt hertug Philip af Glücksborg (1584–1663), tipoldedatter af afdelt hertug Hans den Yngre af Sønderborg (1545–1622) og tiptipoldedatter af Christian 3. af Danmark–Norge (1503–1559).

## Tilbagetrukken dronning
Trods deres pietisme elskede kongeparret pragt og luksus. Solkongen, Ludvig 14. af Frankrig, var tidens store fyrstelige forbillede.
Der har været gisninger om, hvorvidt den unge, fattige Sophie Magdalene lod sig inspirere til et liv i luksus af kong Frederik 4. Da hun kom til Danmark i 1721 som kronprinsesse, kunne hun se, hvorledes kongen overøste sin dronning, Anna Sophie Reventlow, med juveler og andre gaver.
Det er blevet hævdet, at Sophie Magdalene førte en ekstravagant livsstil – trods Danmarks vaklende økonomi. Dette misvisende billede er til dels skabt af Charlotte Dorothea Biehl.
Da Frederik 4. døde i 1730, skulle Christian 6. og Sophie Magdalene krones. Hun havde fået gjort en ny krone, da hun nægtede at bære den krone, som enkedronnning Anna Sophie havde båret. Sophie Magdalene omtalte Anna Sophie som 'die Hure..!'  Det er Sophie Magdalenes krone, der i dag kan ses på, Rosenborg Slot, og langt de fleste kronjuveler stammer fra hendes samling, som hun testamenterede ' til den til enhver tid siddende dronning af Danmark '.
Kongeparret blev aldrig populære. I overensstemmelse med dets pietisme indførtes forbud, blandt andet imod forlystelser om søndagen, og i 1735 indførtes helligdagsforordningen om tvungen kirkegang, hvor pligtforsømmelser medførte bøder eller ophold i gabestokken. Samtidig lod de sig yderst sjældent se offentligt, og var så menneskesky, at de lod sig transportere igennem byen i karet med tildækkede vinduer. Det nye kongepar levede et tilbagetrukket liv i ophøjet luksus, gemt bag et af Danmarkshistoriens stiveste hoffer.
Dronningen var især upopulær, både blandt folket, adelen og ved hoffet. Hendes tyske følge fik særdeles gunstige stillinger i Danmark; hendes brødre fik højere rang end "prinserne af blodet", og hendes overhofmesterinde fik rang over alle rigets grevinder.
Dronningen lærte sig dansk, men tysk var det talte sprog ved hoffet og i finere kredse. Først Sophie Magdalenes oldebarn, Frederik 6., der blev konge i 1808, talte dansk frem for tysk. Hendes foragt for alt dansk var så udtalt, at da hun engang besøgte Valløs adelige jomfrukloster, hvor der i overvejende grad boede tyske kvinder, udbrød hun på vej ind i værelset til den danske frk. Rosenkrantz: "Es riecht hier so dänisch!" (= Her lugter så dansk!) 

## L'union parfaite
På sin bryllupsdag i 1732 stiftede Sophie Magdalene Ordenen de l'Union Parfaite som minde om sit smukke og lykkelige ægteskab. Kongeparrets ægteskab havde rødder i ægte forelskelse og kærlighed. Da kongen var død i 1746, nedskrev hun i sit testamente en tak til Gud, fordi han, som hun udtrykte sig, "har givet mig en saadan uforlignelig Konge og Ægtefælle, med hvem jeg i 25 Aar har levet i uforanderlig Kjærlighed og Glæde". Blot blev denne kærlighed og glæde ikke udstillet offentligt.
Ordenen var den første danske orden som måtte bæres af kvinder.

## Kongeparrets byggerier
Kongeparret byggede Eremitagen, Sophienberg Slot det første Christiansborg (som erstatning for det forældede Københavns Slot). "Smukke bygninger gør dog et land ære" skrev Sophie Magdalene i sit testamente. Dronning Sophie Magdalene stod alene, uden kongen, for opførelsen af Hirschholm Slot, i det nuværende Hørsholm.

### Hirschholm slot
Straks efter, at han var blevet konge i 1730, skænkede Christian VI Hirschholm Slot til Sophie Magdalene som livgeding. Dermed indledtes en ny fase i slottets historie. Dronningen besluttede, at det gamle slot skulle ombygges til en sømmelig sommerbolig for det enevældige kongepar. Indtil overtagelsen havde forholdene været beskedne, i virkeligheden var det et middelalderligt anlæg, hvor der kun var foretaget få moderniseringer. Nu besluttede dronningen sig for en total ombygning. Ingen af de bygninger, som var blevet opført, mens Christian VI havde været kronprins, blev bevarede. De blev alle revet ned. I stedet opførtes et nyt slot i europæisk senbarok - tidens byggemode - med hvide mure og sorte tage, stateligt, firfløjet med fremspringende hjørnebygninger, stejle, knækkede, såkaldte mansardtage og et fornemt indgangsparti med en lavere portfløj, kronet af et tårn og med to foranliggende "krumhuse", i grundplan med visse ligheder med det nye Christiansborg, som kongen på sammen tid lod opføre i København.
Slottet lå i en sø på den ene af to øer og var lagt således, at anlæggets akse gik præcist midt igennem anlægget. Adgang skete ad en dæmning og i form af en allé således, at man kom kørende nordfra hen over vandet ind i slotsgården, hvor hovedbygningen lå tilbagetrukket mellem sidefløjene. Der var ingen vestibule eller forgemakker, hvilket var i overensstemmelse med tidens stil for sommerslotte, i stedet førte en fornem trappe direkte op til den store festsal. På den modsatte side af denne var en terrasse, hvorfra der var udsigt til svømmende haver.
Den store sal gik op gennem hovedbygningens etager. Rummet var hvælvet og havde et stort loftsmaleri, der viste jagtgudinden Diana siddende på en vogn forspændt med to hjorte, hvilke var en hentydning til slottets navn. Fra store, rundbuede vinduer i begge salens etager kunne lyset fra havesiden oplyse rummet med dets forgyldte stukarbejder, store portrætter af den kongelige familie og et stort springvand, der fyldte et kobberkar med "en angenem brusen". Langs væggene sprang vand fra forgyldte ørne ned i marmorkummer.
Da slotte var færdigt, havde det 250 værelser. Slottet var fornemt udstyret: "alle lister med massivt sølv overtrukne -- dørlåsene er af sølv -- brystpanelet -- på kinesisk måde udført, med sølv, perlemor, alle slags slebne krystaller og andre stene af adskillige farver besat." Sølv var kommet på mode efter forbillede fra Ludvig 14.s Versailles.
Værelserne var forsynede med kostbart udstyr, anskaffet fra Frankrig af Joachim Wasserschlebe, J.H.E. Bernstorffs ven og medarbejder og tidens fortaler for alt fransk. Som noget nyt var der gardiner for vinduerne. At kongen og dronningen havde fælles sovegemak var et brud med tidens praksis.
Avlsbygninger og tjenerskabets boliger, "Domestikhuset", lå øst for slottet hinsides slotssøen. Bygningerne var opførte i to etager og lå ligesom slottet således, at de kunne spejle sig i slotssøen.
Slottets arkitekt og hovedansvarlig for byggeriet var Lauritz de Thurah, som i 1749 beskriver slottet således:
"Man må med billighed tilstå, at stedet intet har beholdt af sit gamle væsen, uden det blotte navn: thi alt det gamle er aldeles ud- og bortryddet; ja det som mere er, situationen selv og stedets natur er ved kunst således bleven forandret, at man ej kan mærke det mindste sport af det forrige -- med et ord, naturen har gjort det mindste, men kunsten det meste og største til dette fortræffelige steds skønhed."
Fuldt på højde med byggeriet var de tilhørende omgivelser. Anlægget, udført af Krieger, bestod af to øer, slotsholmen og Æbleholm, der blev omdannet til to rektangler med snorlige bredder, bortset fra to krumninger mod nord der var tilpassede slottets "krumhuse". Haven blev opdelt i geometriske felter, hvoraf den forreste del, kaldet parterret på selve slotsøen, var et såkaldt broderiparterre med kongeparrets og deres 6 børns navnetræk vist med blomster. En dæmning førte over til haveøen, der var inddelt i 6 busketter, hvori der var klippet "grønne rum" samt en labyrint og et hækteater, hvor det tilklippede løvværk skabte scenerum og kulisser. Fra denne ø var der forbindelse til fastlandet mod syd, hvor der indrettedes et halvcirkelformet amfiteater. I haven var der ifølge de Thurah "mange skønne springvand, en stor kaskade, som med overflødigt vand er forsynet, mange herlige billeder og vaser, tvende grotter, som midt i søen er anlagte -- alt, hvad der kan gøre en have lystig, smuk, angenem og fornøjelig."
Da slottet var færdigt, levede det fuldt op til enevældens idealer om fornem repræsentativitet. Til gengæld kunne det ikke mere opfylde kravet om landlig enkelthed, men under kongeparrets besøg i Norge i 1733 var man blevet betaget af landets byggeskik og lod et hold norske tømrere komme til Danmark og ved Hirschholm opføre en norsk bjælkehytte på en lille bakke (den måtte erstatte Norges fjeldlandskab) ved slotssøen, indvendig med de rå bjælker synlige, men uden på dog belagt med brædder og puds. På væggene hang billeder fra den kongelige rejse "over forskrækkelig høje klipper og bjerge, over farlige broer og til dels over vand."
De hele anlægget var færdigt, ønskede dronningen at supplere det med en lille by med huse og mennesker, der kunne tilføre slottet liv og atmosfære. Hun fik Eigtved til at tegne en plan for byens gader og pladser, og kongen gav den nye by købstadsrettigheder. Byen skulle have haft 800 indbyggere men fik i dronningens levetid mindre end 80.
Ikke desto mindre må det siges, at slottet helt levede op til dronningens ambitioner, men det havde været meget dyrt. Næppe var hovedbygningen færdigbygget, førend fugtighed bredte sig i alle gemakker. Svamp bredte sig med lynets hastighed fra gulve til paneler og møbler. En undersøgelse viste, at det skyldtes, at bygningen var opført direkte på fugtig jordbund uden kældre. Man måtte bryde gulvene op, rykke panelerne af væggene og grave ud til kældre, hvor der nederst blev lagt et lag kul for at suge fugten. Festsalens marmorgulve måtte brydes op, og marmorfontænerne på væggene tages ned. Midt under dette reparationsarbejde besluttede dronningen så at foretage en udvidelse af slottet: "Hendes Majestæt befandt den nye bygning alt for knap og snæver til det samtlige kongelige herskabs bekvemme og magelige indlogering", oplyser de Thurah. Resultatet af disse ekstraomkostninger var, at dronningens egen "chatolkasse" ikke slog til, så kongen bistod med midler fra "partikulærkassen", hvis indtægter især stammede fra Øresundstolden. Også kongens egne regnskaber var i rod.

### Sophienberg
Også Sophienberg havde dronningen hovedansvaret for. Sophie Magdalene lod Nicolai Eigtved tegne og opføre lystslottet i 1742-1746 på en grund ud mod og med udsigt over Øresund.
Opførelsen af det lille lystslot blev indledt af hofbygmester Nicolai Eigtved i 1742. Efter et par år havde man en mindre bygning klar, 34 m lang og kun i en etage, men den blev straks både udvidet og forhøjet, så først i 1746 var det endeligt færdigt. Bygningen fremstod da som et enlænget hus i to etager, 24 fag langt. Central var et fremspringende midterparti dækket med en knækket kobberkuppel. Herfra gik to lave forbindelsesfløjene med lav taghældning. Endelig sluttede bygningen i enderne af med fremspringende pavilloner med høje mansardtage.

## Enkedronningen
Den 6. august 1746 – dagen før deres sølvbryllup – døde kongen på Hirschholm Slot. Sophie Magdalene overlevede ham som enkedronning i 24 år. Tiden som enkedronning har næppe været hendes lykkeligste. Dels måtte hun have sorgen ved at se sin søn som værende helt afhængig af sin overhofmarskal, Adam Gottlob Moltke, der ubestrideligt udnyttede sin position, dels måtte hun kæmpe med begrænsede indtægter fra sit livgeding.

### Testamentet
Umiddelbart efter sin ægtefælles død og begravelse lod Sophie Magdalene udfærdige et testamente dateret 10. oktober 1746 (kongen blev begravet den 4. oktober 1746). Heri skrev hun: "Med Hensyn til mine faa Efterladenskaber, vil jeg gjøre Begyndelsen med mine Juveler. Disse tilkomme alene Kongen; thi da der i dette Kongehuus har været saa faa, ja næsten ingen Kronjuveler, saa har jeg truffet den Aftale med min hjertelskede Gemal, Kong Christian den Sjette, at mine Juveler alene skulle tilfalde min Søn Kongen, og at min Datter Prindsesse Louise ikke skal kunne gjøre Fordring paa noget deraf; det skulde da være, at Kongen selv vilde til Erindring om mig skjænke hende "eine Pjece". De Stykker, som jeg ønsker bestandig maae blive ved Kronen og til evige Tider bevares for Efterkommere, ere ...", hvorefter under 19 punkter opregnes kronjuveler, sjældne og kostbare brillanter, rosensten, smaragder, perler mm. "Skulde dog min hjertelskede Konge og allerdyrebareste Søn ville bestemme endnu mere til Kronen, staaer det ham frit for at tage ogsaa disse Stykker, men jeg beder kun, at de altid maae blive ved Efterkommerne. De øvrige Pretiosa vil min hjertenskjære Søn, Kongen, efter dette Lands Skik, vel nok dele med min Datter Prindsesse Louise, og ikke lade det, han selv faaer, gaae over i fremmede Hænder." Det står fast, at intet blev overdraget dronningens tyske familie.
Om sine ejendomsbesiddelser skrev hun: "Mit kjære Hirschholm og Sophienberg anbefaler jeg særlig til min hjertelskede Søn, Kongen. Dette Sted har kostet mange Penge og er det artigste i Landet; saa det vilde være Skade, hvis disse charmante Slotte ikke skulde benyttes eller endog falde sammen, da dog smukke Bygninger gjøre et Land Ære. Vilde Deres Majestet skjænke dem til Dronningen og give hende et Tilskud af 10.000 eller 20.000 Rd., er jeg vis paa, at hun af Godhed for mig vil holde dem vedlige. Kongen vilde endda beholde mere end 40.000 Rd. af mit Livgeding i Kassen."
Også sin egen begravelse havde enkedronningen tænkt over: "Hvad nu først mig selv betræffer, saa ønsker jeg, at der efter min Død ikke skal gjøres for megen "magnificence" med mit Legeme, og at jeg efter Forløbet af høist 3 Uger kan blive bragt til Roskilde til min allerkjæreste Konge. Vil man holde en Liigprædiken over mig, da har jeg skrevet Texten og de Psalmer, som dertil skulle afsynges, paa en Seddel i min Bibel.."
Testamentet viser hvor meget, Sophie Magdalene havde udviklet sig siden, at hun var kommet til Danmark.

### Forholdet til Frederik V
Frederik V havde allerede ved tronbestigelsen udviklet et betydeligt alkoholproblem, som enkedronningen næppe kan have været blind for. Det betød, at den nye konge var påvirkelig, og der var folk i kongens omgangskreds, som var rede til at udnytte de muligheder, som kongens tilstand bevirkede. Under Frederik V.'s styre førte Sophie Magdalene et stille liv som enkedronning. Modsætningen imellem sønnens og hendes personligheder og temperamenter var for stor til, at der kunne være nogen ret sympati imellem dem, og desuden kunne hun ikke udstå hans yndling A.G. Moltke, som hun - næppe uden grund - mente skilte ham fra hende. Moltke havde være page hos kronprins Christian inden, han var blevet konge. Da han som Christian VI havde besteget tronen, blev Moltke kronprinsens kammerpage. Det religiøse kongepar havde stolet på hans evner til at lære den nye kronprins at styre sig, og da kronprinsen havde ægtet den senere dronning Louise i 1743, var Moltke blevet leder for kronprinsparrets hofstat. Moltke gjorde imidlertid intet for at styre hverken Frederiks seksuelle appetit eller hans alkoholforbrug, og som konge stolede Frederik V på, og var reelt helt afhængig af Moltke, som både blev hovedrig og protegerede sine egne børn. Sophie Magdalene må have forstået dette men var ikke længere i stand til at rette sin søns skæve levevis op. I stedet satsede hun sin energi på den næste generation.

### Forholdet til Christian VII og de hessiske prinser
Sophie Magdalene og hendes barnebarn, den senere Christian VII, havde i kronprinsens unge dage et godt forhold. Hos farmoderen kunne Christian finde et kærligt fristed fra sin strenge overhofmester, Ditlev Reventlow. Sophie Magdalene var ligeledes vært ved næsten alle Christians fødselsdage. Også de unge hessiske prinser, der opdroges i Danmark, tog hun sig af. Christian og hans fætter, landgreve Carl af Hessen, tilbragte meget tid hos dronningen på Hirschholm – til Reventlows store fortrydelse. Han beklagede sig over, at kronprinsen ... blev så balstyrisk af en halv dag hos Sophie Magdalene, at han måtte bruge dagevis på at få sat skik på drengen igen. Rimeligvis var det en virkning heraf, at Christian VII efter sin regerings begyndelse viste hende en ikke ringe opmærksomhed. Senere, da Struensees skadelige indflydelse begyndte, blev hun endog genstand for en stødende hensynsløshed fra kongens og dronningens side, der både viste sig under hendes dødsleje og tillige gjorde, at hofsorgen over hende blev indskrænket til en imod al skik og brug stridende kort tid.

### Landboreformernes pioner
På det Hirschholm Slot tilhørende gods gjorde Sophie Magdalene i årene fra 1759 til 1761 bønderne til arvefæstere, det vil sige i realiteten til selvejere med fri rådighed over deres gård så længe, de betalte den årlige afgift, og bøndernes hoveri og korntiende blev erstattede af en pengeafgift. Hun var derved en af pionererne for de senere landboreformer i Danmark. Først nogle år senere fulgte andre dette eksempel: 1763-68 indførte Københavns magistrat arvefæste på byens gods Bistrup ved Roskilde, i 1766 gav kongen fæstebønderne på krongodset vest for København arvefæsteskøder, 1765-1767 gennemførte J.H.E. Bernstorff afløsning af hoveriet, salg af gårdene til bønderne samt udskiftning af jorderne og udflytning af gårdene.
Joachim Junge, der var kritisk over for måden for gennemførelsen af reformerne, skrev næsten tyve år efter dronningens død:
"Ved en mageløs velgierning gav Dronning Sophia Magdalena paa den ældre Grev Stolbergs Raad og efter hans Indretning i Holsteen dette, som det kalder sig Dronningens Gods, Friehed og Eiendom, paa en Tid, da hele den danske agerdyrkende Verden bar Lænker; men hvad hjælper det, at man rækker den Syge et Sundhedsmiddel, naar man ikke tillige viser ham Maaden, paa hvilken han skal bruge det?"
Andre havde en anderledes positiv indstilling. Således fremhæves enkedronningen af Gregers Begtrup i hans værk om "Agerdyrkningens Tilstand i Danmark" fra 1803.
Baggrunden for reformerne var de dårlige tider for landbruget. Fæstegårdene under godset formåede ikke at skabe en overskudsgivende drift, og år efter år måtte enkedronningen notere et betydeligt underskud som følge af restancer i skatter og afgifter. For at forsøge at ophjælpe situationen, gennemførtes en række reformer, der var planlagt af dronningens overhofmester, grev Christian G. Stolberg. Han var holstensk godsejer og havde et indgående kendskab til de resultatrige landboreformer, som var gennemført flere steder i Hertugdømmerne. Frem for at forsøge en omlægning af driften af hovedgården efter holstensk mønster, valgte man at afvikle godset på en rentabel måde. Som medvirkende årsag hertil må ses enkedronningens pietistiske livssyn, idet hun var oprigtigt bekymret over de moralske og åndelige følger af armoden hos bønderne. I 1759 frasolgtes hovedgårdens jord, og i 1761 fik fæstebønderne overdraget deres gårde til arvefæste mod en fast årlig afgift, lige som det meste af hoveriet blev afløst af afgifter.
Resultatet af reformerne var, at dronningen blev fritaget for en række tyngende forpligtelser og kunne nyde indtægten fra salget af hovedgårdsjorden, der blev overtaget af en række større ejendomme som Folehavegård, Eskemosegård og andre. De nybagte selvejerbønder viste sig i de første år i stand til at kunne betale deres afgifter og opfylde deres forpligtelser således, at amtsforvalteren allerede i 1761 kunne indberette:
"En herlig og god Afregning har jeg til dette Aars Udgang havt med Amtets Bønder..."
Reformerne fik tillige ros i de reformivrige kredse i hovedstaden, både på grund af deres betydning for Kronen og på grund af deres gavnlige indflydelse på bøndernes evne og vilje til at forbedre agerbruget. Det var først langt senere, i 1798, at Jonge fandt anledning til at kritisere reformerne, men da havde enkedronningen været død i næsten tyve år.

## Dronningens helbred
Sophie Magdalene led livet igennem af hovedpine, tandsmerter, ondt i ørerne, svimmelhed og 'hjerteangst' . Da dronningen aldrig var rigtig syg og blev næsten 70-årig, tillægger nogle historikere hende (og kongen) hypokondri.

## Død og begravelse
Dronningen døde på Christiansborg Slot i maj måned 1770. Hun blev efter eget ønske begravet uden store ceremonier, hvilket vakte samtidens forargelse. Den ellers normalt meget lange hofsorg, blev ved Sophie Magdalenes bortgang tilsidesat: fester og baller fortsatte ved hoffet som altid. Der fortælles også, at en dag mens dronningen lå på lit de parade i slotskirken, kom kronprinsen med følge og kæmpehund, Gourman. Kongen var som sædvanlig fraværende, og ingen turde jage hunden væk, da den tissede op ad den kongelige kiste.

## Børn
| Navn                        | Født                        | Død                         | Bemærkninger |
| Med Christian 6. af Danmark | Med Christian 6. af Danmark | Med Christian 6. af Danmark | Med Christian 6. af Danmark |
| --------------------------- | --------------------------- | --------------------------- | --- |
| Frederik 5.                 | 31. marts 1723              | 14. januar 1766             | Konge af Danmark og Norge 1746 – 1766 Gift 1. gang 10. november 1743 med Louise af Storbritannien Gift 2. gang 8. juli 1752 med Juliane Marie af Braunschweig-Wolfenbüttel |
| Louise                      | 19. oktober 1726            | 8. august 1756              | Gift 1. oktober 1749 med Hertug Ernst Frederik 3. af Sachsen-Hildburghausen                                                                                                |

## Sophie Magdalenes titler
- 1700-1721 – Hendes Højhed Prinsesse af Brandenburg-Kulmbach
- 1721-1730 – Hendes Kongelige Højhed Kronprinsesse af Danmark-Norge
- 1730-1746 – Hendes Majestæt Dronning af Danmark og Norge, de Venders og Gothers, Hertuginde af Slesvig, Holsten, Stormarn og Ditmarsken, Grevinde udi Oldenborg og Delmenhorst
- 1746-1770 – Hendes Majestæt Enkedronning af Danmark

## Andet
Sophie-Magdalenen-Kog har navn efter hende. Kogen blev inddæmmet mellem 1741 og 1743 og fik et areal på 608 ha. Den ligger i Reussenkog vest for købstaden Bredsted i det vestlige Sydslesvig.